# Liste der Gemeinden im Bodenseekreis

Karte des Bodenseekreises

Die Liste der Gemeinden im Bodenseekreis gibt einen Überblick über die 23 kleinsten Verwaltungseinheiten des Landkreises. Fünf der Gemeinden sind Städte. Friedrichshafen und Überlingen sind Mittelstädte, die anderen drei, Tettnang, Markdorf und Meersburg sind Kleinstädte. Die Gemeinde Meckenbeuren hat mehr Einwohner als Markdorf, ist aber keine Stadt; mehrere Gemeinden sind darüber hinaus größer als die Kleinstadt Meersburg.
In seiner heutigen Form entstand der Bodenseekreis im Zuge der im Jahr 1973 durchgeführten Kreisreform durch die Vereinigung des Landkreises Tettnang mit dem Hauptteil des Landkreises Überlingen.

## Beschreibung
Weiter gegliedert werden kann der Landkreis in folgende Vereinbarten Verwaltungsgemeinschaften (VVG) und Gemeindeverwaltungsverbände (GVV):
- GVV Eriskirch-Kressbronn a. B.-Langenargen mit den Gemeinden Eriskirch, Kressbronn am Bodensee und Langenargen;
- VVG Friedrichshafen mit der Stadt Friedrichshafen und der Gemeinde Immenstaad am Bodensee;
- GVV Markdorf mit der Stadt Markdorf und den Gemeinden Bermatingen, Deggenhausertal und Oberteuringen;
- GVV Meersburg mit der Stadt Meersburg und den Gemeinden Daisendorf, Hagnau am Bodensee, Stetten und Uhldingen-Mühlhofen;
- GVV Salem mit den Gemeinden Salem, Frickingen und Heiligenberg;
- VVG Tettnang mit der Stadt Tettnang und der Gemeinde Neukirch;
- VVG Überlingen mit der Stadt Überlingen und den Gemeinden Owingen und Sipplingen;

Die Gemeinde Meckenbeuren ist nicht Mitglied einer Verwaltungsgemeinschaft beziehungsweise eines Gemeindeverwaltungsverbandes.
Der Landkreis hat eine Gesamtfläche von 664,78 km². Die größte Fläche innerhalb des Landkreises hat die Stadt Tettnang mit 71,22 km². Es folgen die Kreisstadt Friedrichshafen mit 69,91 km² und die Gemeinden Salem mit 62,7 km² und Deggenhausertal mit 62,18 km². Die Stadt Überlingen eine Fläche die größer ist als 50 km², zwei Gemeinden haben eine Fläche von über 40 km², darunter die Stadt Markdorf. Zwei Gemeinden haben eine Fläche von über 30 km², vier Gemeinden sind über 20 km² groß, fünf Gemeinden sind über 10 km² groß, darunter die Stadt Meersburg und fünf Gemeinden sind kleiner als 10 km². Die kleinsten Flächen haben die Gemeinden Sipplingen mit 4,28 km², Hagnau am Bodensee mit 2,93 km² und Daisendorf mit 2,44 km².
Den größten Anteil an der Bevölkerung des Landkreises von 221.208 Einwohnern haben die Großen Kreisstädte Friedrichshafen mit 62.929 und Überlingen mit 22.820 Einwohnern. Die drittgrößte Gemeinde ist die Stadt Tettnang mit 20.350 Einwohnern. Drei weitere Gemeinden haben über 10.000 Einwohner, darunter die Stadt Markdorf. Fünf Gemeinden haben über 5.000 Einwohner, darunter wiederum die Stadt Meersburg. Elf Gemeinden haben zwischen 1.000 und 5.000 Einwohner. Nur eine Gemeinde hat unter 1.000 Einwohner. Die drei von der Einwohnerzahl her kleinsten Gemeinden sind Daisendorf mit 1512 Einwohnern, Hagnau am Bodensee mit 1413 und Stetten mit 987 Einwohnern.
Der gesamte Bodenseekreis hat eine Bevölkerungsdichte von 333 Einwohnern pro km². Die größte Bevölkerungsdichte innerhalb des Kreises hat die Stadt Friedrichshafen mit 900 Einwohnern pro km² gefolgt von den Gemeinden Immenstaad am Bodensee mit 704 und Daisendorf mit 620. Zwei Gemeinden haben eine Bevölkerungsdichte von über 500, weitere vier von über 400, darunter die Stadt Meersburg. In vier Gemeinden liegt die Einwohnerdichte über 300. In drei dieser vier Gemeinden, darunter die Städte Überlingen und Markdorf, ist die Bevölkerungsdichte höher als der Landkreisdurchschnitt von 333. Vier Gemeinden haben eine Bevölkerungsdichte zwischen 200 und 300, darunter die Stadt Tettnang, vier haben zwischen 100 und 200 Einwohner pro km² und in zwei Gemeinden liegt die Bevölkerungsdichte unter 100. Die am dünnsten besiedelten Gemeinden sind Neukirch mit 101, Heiligenberg mit 70 und Deggenhausertal mit 71 Einwohnern pro km².

## Legende
- Gemeinde: Name der Gemeinde beziehungsweise Stadt und Angabe, zu welchem Landkreis der namensgebende Ort der Gemeinde vor der Gebietsreform gehörte
- Teilorte: Aufgezählt werden die ehemals selbständigen Gemeinden der Verwaltungseinheit. Dazu ist das Jahr der Eingemeindung angegeben.
- VVG / GVV: Zeigt die Zugehörigkeit zu einer der Verwaltungsgemeinschaften beziehungsweise des Gemeindeverwaltungsverbandes
- Wappen: Wappen der Gemeinde beziehungsweise Stadt
- Karte: Zeigt die Lage der Gemeinde beziehungsweise Stadt im Landkreis
- Fläche: Fläche der Stadt beziehungsweise Gemeinde, angegeben in Quadratkilometer
- Einwohner: Zahl der Menschen die in der Gemeinde beziehungsweise Stadt leben (Stand: 31. Dezember 2023[1])
- EW-Dichte: Angegeben ist die Einwohnerdichte, gerechnet auf die Fläche der Verwaltungseinheit, angegeben in Einwohner pro km² (Stand: 31. Dezember 2023[2])
- Höhe: Höhe der namensgebenden Ortschaft beziehungsweise Stadt in Meter über Normalnull
- Bild: Bild aus der jeweiligen Gemeinde beziehungsweise Stadt

## Gemeinden
| Gemeinde                                                                                | Teilorte | VVG / GVV                                    | Wappen                                     | Karte                                                     | Fläche | Einwohner | EW- Dichte | Höhe | Bild |
| --------------------------------------------------------------------------------------- | --- | -------------------------------------------- | ------------------------------------------ | --------------------------------------------------------- | ------ | --------- | ---------- | ---- | --- |
| Bodenseekreis                                                                           | |                                              | Wappen des Bodenseekreises                 | Der Bodenseekreis in Baden-Württemberg                    | 664,78 | 221.208   | 333        |      | Zeppelin NT · Wegweiser am 118 km langen Jubiläumsweg Bodenseekreis, der 1998 zum 25-jährigen Bestehen des Bodenseekreises eingerichtet wurde |
| Bermatingen (gehörte vor der Gebietsreform zum Landkreis Überlingen)                    | Bermatingen Ahausen (1973) | GVV Markdorf                                 | Wappen der Gemeinde Bermatingen            | Lage der Gemeinde Bermatingen im Bodenseekreis            | 15,45  | 4201      | 272        | 440  | Bermatinger Torkel |
| Daisendorf (gehörte vor der Gebietsreform zum Landkreis Überlingen)                     | Daisendorf | GVV Meersburg                                | Wappen der Gemeinde Daisendorf             | Lage der Gemeinde Daisendorf im Bodenseekreis             | 2,44   | 1512      | 620        | 497  | Aufrichten des Narrenbaums von Daisendorf |
| Deggenhausertal (gehörte vor der Gebietsreform zum Landkreis Überlingen)                | Deggenhausen (1972) Ellenfurt (1977; gehörte bis zu diesem Zeitpunkt zur Gemeinde Heiligenberg) Homberg (1972) Roggenbeuren (1972) Untersiggingen (1972) Urnau (1972) Wittenhofen (1972)     | GVV Markdorf                                 | Wappen der Gemeinde Deggenhausertal        | Lage der Gemeinde Deggenhausertal im Bodenseekreis        | 62,18  | 4410      | 71         | 559  | Blick vom Gehrenberg |
| Eriskirch (gehörte vor der Gebietsreform zum Landkreis Tettnang)                        | Eriskirch | GVV Eriskirch- Kressbronn a. B.- Langenargen | Wappen der Gemeinde Eriskirch              | Lage der Gemeinde Eriskirch im Bodenseekreis              | 14,58  | 4822      | 331        | 400  | Iris sibirica (Sibirische Schwertlilie) im NSG Eriskircher Ried                                                                               |
| Frickingen (gehörte vor der Gebietsreform zum Landkreis Überlingen)                     | Frickingen Altheim (1973) Leustetten (1973) | GVV Salem                                    | Wappen der Gemeinde Frickingen             | Lage der Gemeinde Frickingen im Bodenseekreis             | 26,46  | 3057      | 116        | 473  | Gerbereimuseum Leustetten |
| Große Kreisstadt Friedrichshafen (gehörte vor der Gebietsreform zum Landkreis Tettnang) | Friedrichshafen Ailingen (1971) Ettenkirch (1972) Kluftern (1972) Raderach (1971) | VVG Friedrichshafen                          | Wappen der Stadt Friedrichshafen           | Lage der Stadt Friedrichshafen im Bodenseekreis           | 69,91  | 62.929    | 900        | 400  | Fähre Friedrichshafen-Romanshorn · Blick auf die Innenstadt von Friedrichshafen                                                               |
| Hagnau am Bodensee (gehörte vor der Gebietsreform zum Landkreis Überlingen)             | Hagnau am Bodensee | GVV Meersburg                                | Wappen der Gemeinde Hagnau am Bodensee     | Lage der Gemeinde Hagnau am Bodensee im Bodenseekreis     | 2,93   | 1413      | 482        | 393  | |
| Heiligenberg (gehörte vor der Gebietsreform zum Landkreis Überlingen)                   | Heiligenberg Hattenweiler (1975) Wintersulgen (1975) | GVV Salem                                    | Wappen der Gemeinde Heiligenberg           | Lage der Gemeinde Heiligenberg im Bodenseekreis           | 40,77  | 2861      | 70         | 726  | Schloß Heiligenberg |
| Immenstaad am Bodensee (gehörte vor der Gebietsreform zum Landkreis Überlingen)         | Immenstaad am Bodensee Kippenhausen (1972) | VVG Friedrichshafen                          | Wappen der Gemeinde Immenstaad am Bodensee | Lage der Gemeinde Immenstaad am Bodensee im Bodenseekreis | 9,26   | 6523      | 704        | 403  | an der Uferpromenade |
| Kressbronn am Bodensee (gehörte vor der Gebietsreform zum Landkreis Tettnang)           | Kressbronn am Bodensee | GVV Eriskirch- Kressbronn a. B.- Langenargen | Wappen der Gemeinde Kressbronn am Bodensee | Lage der Gemeinde Kressbronn am Bodensee im Bodenseekreis | 20,42  | 8833      | 433        | 405  | Argenbrücke bei Kochermühle |
| Langenargen (gehörte vor der Gebietsreform zum Landkreis Tettnang)                      | Langenargen | GVV Eriskirch- Kressbronn a. B.- Langenargen | Wappen der Gemeinde Langenargen            | Lage der Gemeinde Langenargen im Bodenseekreis            | 15,26  | 7592      | 498        | 399  | Schloss Montfort und Pfarrkirche, Langenargen                                                                                                 |
| Stadt Markdorf (gehörte vor der Gebietsreform zum Landkreis Überlingen)                 | Markdorf Ittendorf (1972) Riedheim (1972) | GVV Markdorf                                 | Wappen der Stadt Markdorf                  | Lage der Stadt Markdorf im Bodenseekreis                  | 40,92  | 14.342    | 350        | 453  | Untertor in Markdorf |
| Meckenbeuren (gehörte vor der Gebietsreform zum Landkreis Tettnang)                     | Meckenbeuren Kehlen (1972) |                                              | Wappen der Gemeinde Meckenbeuren           | Lage der Gemeinde Meckenbeuren im Bodenseekreis           | 31,9   | 13.733    | 431        | 435  | Bahnhof von Meckenbeuren – Meckenbeuren wird in dem Lied „Auf der Schwäb'schen Eisenbahn“ erwähnt                                             |
| Stadt Meersburg (gehörte vor der Gebietsreform zum Landkreis Überlingen)                | Meersburg Baitenhausen | GVV Meersburg                                | Wappen der Stadt Meersburg                 | Lage der Stadt Meersburg im Bodenseekreis                 | 12,08  | 5929      | 491        | 444  | Meersburg – Uferpromenade und die Burg |
| Neukirch (gehörte vor der Gebietsreform zum Landkreis Tettnang)                         | Neukirch | VVG Tettnang                                 | Wappen der Gemeinde Neukirch               | Lage der Gemeinde Neukirch im Bodenseekreis               | 26,58  | 2694      | 101        | 570  | NSG Kreuzweiher – Langensee |
| Oberteuringen (gehörte vor der Gebietsreform zum Landkreis Tettnang)                    | Oberteuringen | GVV Markdorf                                 | Wappen der Gemeinde Oberteuringen          | Lage der Gemeinde Oberteuringen im Bodenseekreis          | 20,06  | 5014      | 250        | 451  | Oberteuringen mit Alpenpanorama im Hintergrund                                                                                                |
| Owingen (gehörte vor der Gebietsreform zum Landkreis Überlingen)                        | Owingen Billafingen (1975) Hohenbodman (1972) Taisersdorf (1973) | VVG Überlingen                               | Wappen der Gemeinde Owingen                | Lage der Gemeinde Owingen im Bodenseekreis                | 36,73  | 4506      | 123        | 535  | Fasnet: Steinbockzunft Taisersdorf |
| Salem (gehörte vor der Gebietsreform zum Landkreis Überlingen)                          | Salem Beuren (1975) Buggensegel (1972) Grasbeuren (1973) Mimmenhausen (1972) Mittelstenweiler (1972) Neufrach (1972) Oberstenweiler (1973) Rickenbach (1972) Tüfingen (1972) Weildorf (1972) | GVV Salem                                    | Wappen der Gemeinde Salem                  | Lage der Gemeinde Salem im Bodenseekreis                  | 62,7   | 12.256    | 195        | 440  | Schloss Salem · Affenberg Salem |
| Sipplingen (gehörte vor der Gebietsreform zum Landkreis Überlingen)                     | Sipplingen | VVG Überlingen                               | Wappen der Gemeinde Sipplingen             | Lage der Gemeinde Sipplingen im Bodenseekreis             | 4,28   | 2147      | 502        | 406  | Sipplingen |
| Stetten (gehörte vor der Gebietsreform zum Landkreis Überlingen)                        | Stetten | GVV Meersburg                                | Wappen der Gemeinde Stetten                | Lage der Gemeinde Stetten im Bodenseekreis                | 4,3    | 987       | 230        | 470  | Blick auf Stetten am Bodensee |
| Stadt Tettnang (gehörte vor der Gebietsreform zum Landkreis Tettnang)                   | Tettnang Langnau (1972) Tannau (1972) | VVG Tettnang                                 | Wappen der Stadt Tettnang                  | Lage der Stadt Tettnang im Bodenseekreis                  | 71,22  | 20.350    | 286        | 466  | Infotafel am Tettnanger Hopfenpfad – in der Umgebung von Tettnang wird Hopfen angebaut · Hopfennarr der „Narrenzunft Tettnang“                |
| Große Kreisstadt Überlingen (gehörte vor der Gebietsreform zum Landkreis Überlingen)    | Überlingen Bambergen (1971) Bonndorf (1975) Deisendorf (1974) Hödingen (1974) Lippertsreute (1972) Nesselwangen (1974) Nußdorf (1975)                                                        | VVG Überlingen                               | Wappen der Stadt Überlingen                | Lage der Stadt Überlingen im Bodenseekreis                | 58,67  | 22.820    | 389        | 403  | Stadttor und Spitalkirche in Überlingen |
| Uhldingen-Mühlhofen (gehörte vor der Gebietsreform zum Landkreis Überlingen)            | Mühlhofen Oberuhldingen Unteruhldingen (Zusammenschluss 1972) | GVV Meersburg                                | Wappen der Gemeinde Uhldingen-Mühlhofen    | Lage der Gemeinde Uhldingen-Mühlhofen im Bodenseekreis    | 15,66  | 8277      | 529        | 405  | Steinzeithäuser im Pfahlbaumuseum Unteruhldingen                                                                                              |